# Maglite

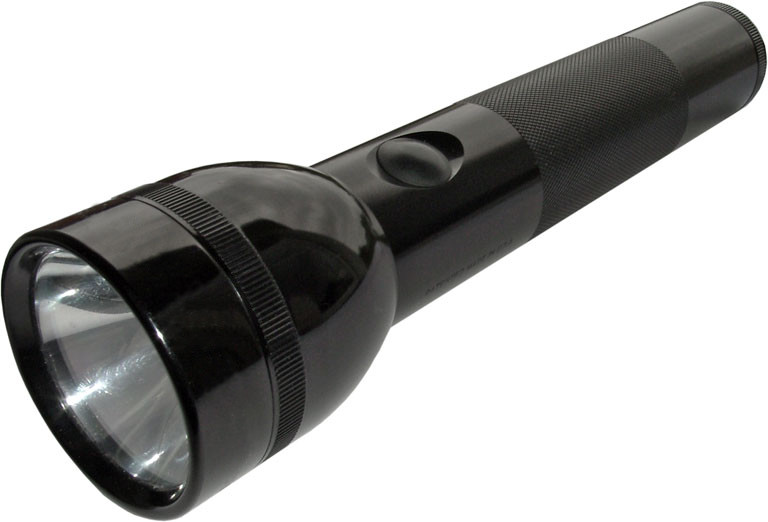
Maglite

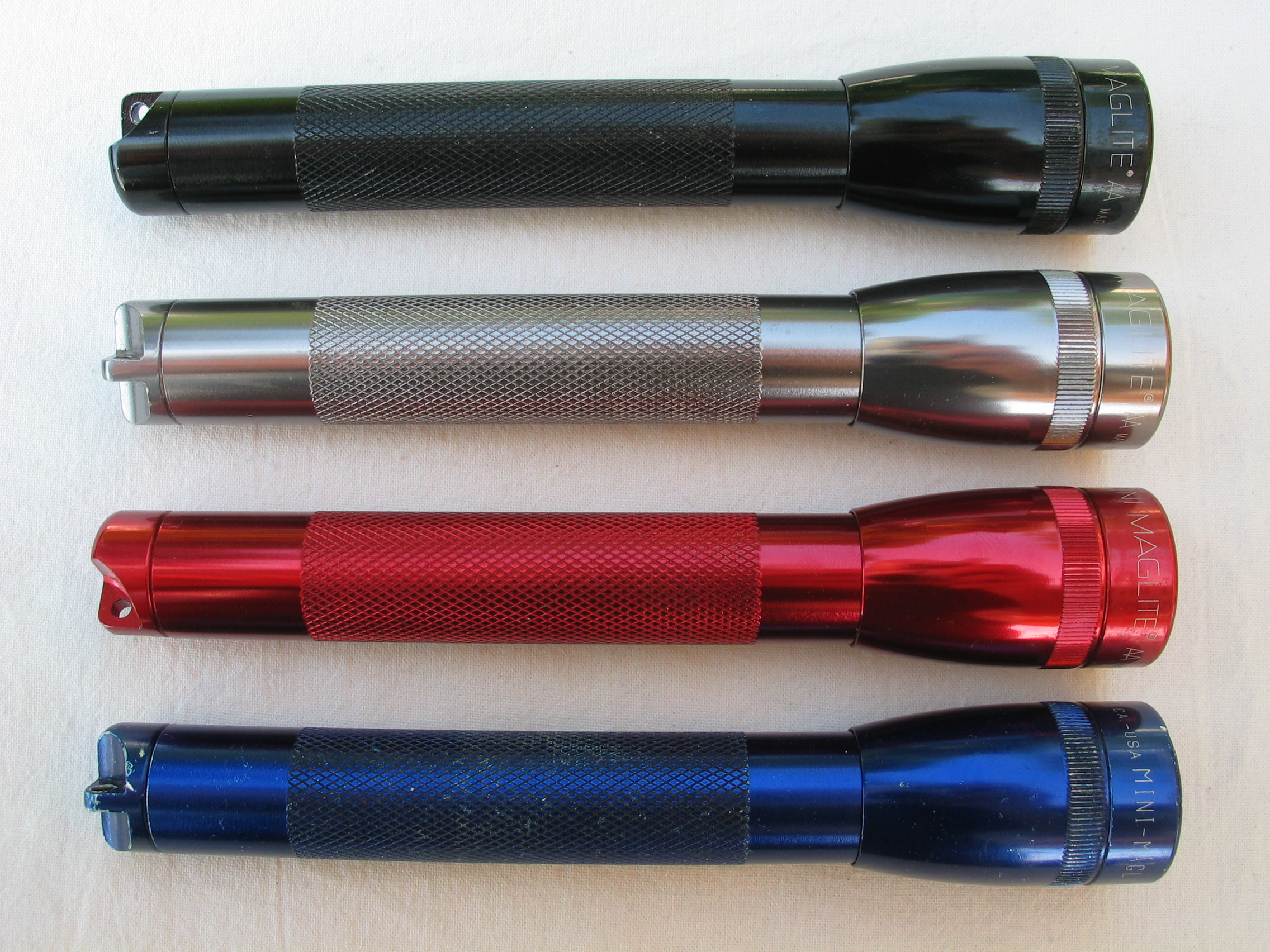
Mini Maglite i olika färger

Maglite, MAG-LITE eller Mag Instrument, Inc. är en amerikansk tillverkare av ficklampor/handstrålkastare i aluminium. Maglite introducerade sina första produkter 1979.
Det finns ett stort antal tillbehör till Maglite-lamporna, både sådana som stöds av Maglite och sådana som inte gör det. Som exempel kan nämnas bakstycke med glaskrossare, taggig främre linsring för självförsvar, fiberoptisk kabel, bältesclips, färgade linser och LED-uppgraderingar. 
Lamporna används bland annat av polis, militär, säkerhetsbolag och räddningstjänst världen över. Ficklampan är vattentät, även om den inte är tänkt att användas av dykare. Veterinärer och läkare rekommenderas att använda de äldre modellerna utan LED-lampa, då det finns risk för ögonskador av LED-lampornas starka ljus. 
Högsta domstolen har funnit att ficklampan har verkshöjd.